# 메테오라 (진핵생물)
메테오라 스포라디카(Meteora Meteora)는 진핵생물에 속하는 소속불명의 단세포 생물이다. 앞뒤로 뻗은 긴 막대 모양의 돌기와 양측에 짧은 팔 모양의 돌기를 가진다. 메테오라속(Meteora)의 유일종이다. 지중해의 일부인 스포라데스 분지의 해발 1,230m 깊이에서 샘플링을 하는 동안 2002년에 발견된 신비한 자유생활 원생동물이다.